# Prix Rafto

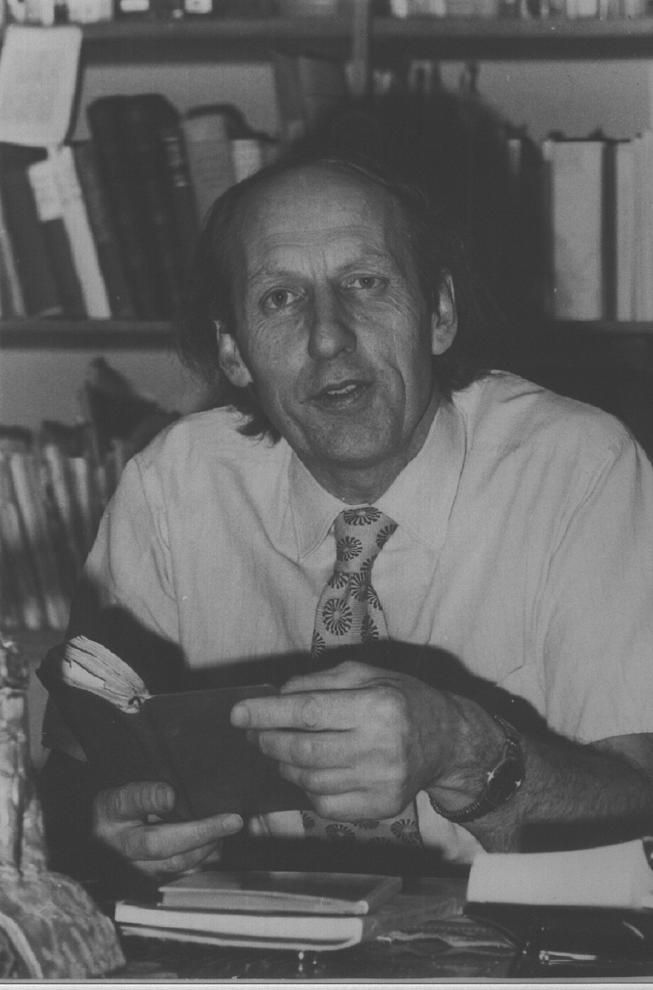
Le Norvégien Thorolf Rafto qui a donné son nom au prix.

The Professor Thorolf Rafto Memorial Prize ou en français le Prix Thorolf Rafto souvent abrégé Prix Rafto est une récompense offerte chaque année à une personnalité ayant agi pour les droits de l'homme. Ce prix est remis par la Fondation Rafto pour les droits de l'homme. Ce prix est décerné en mémoire de l'activiste norvégien des droits de l'homme Thorolf Rafto.
Quatre des personnalités ayant reçu ce prix ont reçu plus tard le Prix Nobel de la paix.

## Liste des récompensés
- 1987 : Jiří Hájek,  Tchécoslovaquie
- 1988 : Trivimi Velliste,  Union soviétique /  Estonie
- 1989 : Doina Cornea,  Roumanie et FIDESZ,  Hongrie
- 1990 : Aung San Suu Kyi,  Birmanie
- 1991 : Elena Bonner,  Russie
- 1992 : Preah Maha Ghosananda,  Cambodge
- 1993 :  le peuple du Timor oriental et José Ramos-Horta,  Timor oriental
- 1994 : Leyla Zana,  Turquie /  Kurdistan
- 1995 : Comité des mères de soldats de Russie,  Russie
- 1996 : Palermo Anno Uno,  Italie
- 1997 : le  peuple Rom et Ian Hancock,  États-Unis
- 1998 : ECPAT,  Thaïlande
- 1999 : Guennadi Grouchevoï,  Biélorussie
- 2000 : Kim Dae-jung,  Corée du Sud
- 2001 : Shirin Ebadi,  Iran
- 2002 : Mohammed Daddach, République arabe sahraouie démocratique
- 2003 : Paulos Tesfagiorgis,  Érythrée
- 2004 : Rebiya Kadeer,  Chine / Xinjiang
- 2005 : Lidia Ioussoupova,  Russie
- 2006 : Thich Quang Do,  Viêt Nam
- 2007 : National Campaign on Dalit Human Rights,  Inde
- 2008 : Bulambo Lembelembe Josué,  République démocratique du Congo
- 2009 : Malahat Nasibova,  Azerbaïdjan / Nakhitchevan
- 2010 : José Raúl Vera López,  Mexique
- 2011 : Sexual Minorities Uganda et son directeur Frank Mugisha,  Ouganda
- 2012 : Nnimmo Bassey,  Nigeria
- 2013 : Centre bahreïni pour les Droits de l'Homme (Bahrain Centre for Human Rights),  Bahreïn
- 2014 : Agora représentée par Pavel Chikov,  Russie
- 2015 : Ismael Moreno Coto,  Honduras
- 2016 : Yanar Mohammed,  Irak
- 2017 : Parveena Ahangar et Parvez Imroz,  Inde
- 2018 : Adam Bodnar,  Pologne
- 2019 : Rouba Mhaissen,  Syrie /  Liban
- 2020 : Egyptian Commission for Rights and Freedoms,  Égypte
- 2021 : Groupe d'analyse des données de droits humains (HRDAG)
- 2022 : Nodjigoto Charbonnel et AJPNV (Association Jeunesse pour la Paix et la Non-violence),  Tchad
- 2023 : Defence for Children International,  Suisse
- 2024 : Luis Manuel Otero Alcántara,  Cuba[1].